# NGC 7813
NGC 7813 (również IC 5384 lub PGC 287) – galaktyka spiralna (Sb), znajdująca się w gwiazdozbiorze Wieloryba.
Prawdopodobnie odkrył ją Frank Muller w 1886 roku, jednak podana przez niego pozycja jest błędna i nie ma pewności, czy to właśnie tę galaktykę zaobserwował. John Dreyer w swoim New General Catalogue skatalogował obserwację Mullera jako NGC 7813. W 1899 roku, poszukując obiektu zaobserwowanego przez Mullera, galaktykę dostrzegł Herbert Howe. Dreyer, nie mając pewności, czy obaj astronomowie obserwowali ten sam obiekt, skatalogował tę obserwację jako IC 5384 w suplemencie IC.